# Veia pudenda externa
A veia pudenda externa é uma veia do membro inferior.
Ramo da Veia Safena Magna.